# Dos Caminos Sport Club
Dos Caminos Sport Club fue un club de fútbol profesional venezolano. En su historia el club logró 6 títulos de Primera División de Venezuela en la época amateur. Disputaba sus partidos en la ciudad de Caracas, pero su sede estaba en el estado Miranda. Debutó y se despidió de la máxima categoría en la temporada de 1962.

## Historia
El club fue fundado el 5 de diciembre de 1925, con la siguiente directiva: Julio Bustamente (presidente), Pedro César Moros (vicepresidente), Daniel Uzcátegui (secretario), José Gandica (tesorero), Alfonso Lara, Antonio Eliseo Jaime (vocales), D.A. Colmenares (inspector de campo). Poco después en 1928, el club se tituló campeón en la tercera categoría del fútbol venezolano. En 1933 el Dos Caminos junto con el Deportivo Venezuela realizaron giras por Trinidad y Tobago.
En 1934 un barco de Inglaterra, el York, llegó al puerto de La Guaira y perdió los dos juegos que disputó frente al Unión Sport Club y Dos Caminos. Durante el receso que hubo del torneo entre marzo y abril, el equipo realizó una gira por Aruba y Curazao.
Luego de cuatro subcampeonatos consecutivos, subió a lo más alto del podio en 1936 para su primer título de campeón. En 1937 alcanzó su segundo trofeo de manera consecutiva y Litoral OSP quedó segundo. En la inauguración: empate 4-4 entre Unión Sport Club y Dos Caminos Sport Club. En 1938 ganó su tercer título. Ese mismo año fue la primera vez que se realizaron convocatorias dentro de la Selección de fútbol de Venezuela. Con el entrenador italiano Vittorio Godigna, la base del equipo venezolano salió, prácticamente, del campeón Dos Caminos:
1. Teodardo "Chino" Marcano
2. José Luis Candiales
3. Fernando Ríos
4. José María Ardila
5. Hernán Mujica
6. Francisco Marcano
7. Carlos Feo
8. Reinaldo Febres Cordero
9. Félix Ochoa
10. Roberto Andara
11. Graciano Castillo

## Palmarés

### Torneos nacionales

#### Amateur
- Primera División de Venezuela (6): 1936, 1937, 1938, 1942, 1945 y 1949